# Saint-Vigor
Saint-Vigor är en kommun i departementet Eure i regionen Normandie i norra Frankrike. Kommunen ligger i kantonen Évreux-Est som tillhör arrondissementet Évreux. År 2022 hade Saint-Vigor 312 invånare.

## Befolkningsutveckling
Antalet invånare i kommunen Saint-Vigor
Referens:INSEE